# Palle Lykke Jensen
Palle Lykke Jensen, född 4 november 1936 i Ringe, död 19 april 2013 i Antwerpen i Belgien, var en dansk professionell cyklist, främst aktiv som bancyklist. Hans största framgångar togs i sexdagarslopp, av vilka han vann 21 av 122 starter. Under sin karriär körde han i par med flera av dåtidens stora sexdagarsryttare bl.a. Kay Werner Nielsen, Freddy Eugen och Rik Van Steenbergen.
Fyra gånger var han dansk mästare i sprint: 1958, 1959, 1960 och 1961. År 1962 vann han European Omnium Criterio. Förutom sina många segrar i bancykling, vann han även en 3:e plats i Gent-Wevelgem 1966. Palle Lykke deltog även för Danmark i linjeloppet vid OS 1956 i Melbourne. År 1969 avslutade han sin karriär vid 32 års ålder, efter att ha vunnit sexdagarsloppet i Berlin samma år.